# 浮世
| ウィキペディアには「浮世」という見出しの百科事典記事はありません（タイトルに「浮世」を含むページの一覧/「浮世」で始まるページの一覧）。 代わりにウィクショナリーのページ「うきよ」が役に立つかもしれません。 |